# Lijst van rijksmonumenten in Dirksland
De plaats Dirksland telt 21 inschrijvingen in het rijksmonumentenregister. Hieronder een overzicht.
| Object | Oorspronkelijke functie?  | Bouwjaar               | Architect            | Locatie                     | Coördinaten?                 | Nr.?   | Afbeelding |
| --- | ------------------------- | ---------------------- | -------------------- | --------------------------- | ---------------------------- | ------ | --- |
| Pand met gepleisterde gevel met ingezwenkte top, versierd met hoekvoluten op dekplaten en een segmentvormige- geprofileerde bekroning. Geprofileerde lijst boven de onderpui | Woonhuis                  | midden 18e eeuw        |                      | Voorstraat 22               | 51° 44' 53" NB, 4° 6' 11" OL | 10248  | Meer afbeeldingen |
| Pand met gepleisterde puntgevel onder rollaag. Vijf hardstenen stoeppalen met kettingen | Woonhuis                  | 18e eeuw               |                      | Voorstraat 35               | 51° 44' 56" NB, 4° 6' 11" OL | 10252  | Pand met gepleisterde puntgevel onder rollaag. Vijf hardstenen stoeppalen met kettingen |
| Herenhuis met eenvoudige, bakstenen lijstgevel. Schilddak met topschoorsteen, waarop een windkap. Dubbele deur uit de bouwtijd, hardstenen vensterdorpels. Hardstenen stoeppalen met kettingen                                                                                            | Woonhuis                  | tweede kwart 19e eeuw  |                      | Voorstraat 31               | 51° 44' 55" NB, 4° 6' 11" OL | 10254  | Herenhuis met eenvoudige, bakstenen lijstgevel. Schilddak met topschoorsteen, waarop een windkap. Dubbele deur uit de bouwtijd, hardstenen vensterdorpels. Hardstenen stoeppalen met kettingen |
| Gemeentehuis van Dirksland | Bestuursgebouw en onderdl | tweede kwart 19e eeuw  |                      | Voorstraat 15               | 51° 44' 54" NB, 4° 6' 9" OL  | 10255  | Meer afbeeldingen |
| Herenhuis met dwars schilddak, waarop hoekschoorstenen. Boven de parterre een bakstenen lijst. Dubbele deur met panelen. Houten kroonlijst met consoles. Twee hardstenen stoeppalen met kettingen                                                                                         | Woonhuis                  | eerste helft 19e eeuw  |                      | Voorstraat 13               | 51° 44' 54" NB, 4° 6' 9" OL  | 10256  | Meer afbeeldingen |
| Hoekpand, met ingezwenkte topgevel, voorzien van hoekvoluten op dekplaatjes | Woonhuis                  | 18e eeuw               |                      | Voorstraat 11               | 51° 44' 53" NB, 4° 6' 9" OL  | 10257  | Meer afbeeldingen |
| Herenhuis, bestaande uit een rechthoekig blok onder twee parallel lopende schilddaken; lijstgevel; twee dakkapellen met gemetselde zijwanden en vleugelstukken. IJzeren stoephekken | Woonhuis                  | eerste helft 19e eeuw  |                      | Ring 117                    | 51° 44' 54" NB, 4° 6' 4" OL  | 10258  | Meer afbeeldingen |
| Voormalige weeshuis. Pand onder zadeldak en met aan de straat een hoge puntgevel met rollaag en houten topfronton. Vensters met 4-, 6- en 9 ruitsschuiframen | Sociale zorg, liefdadigh. | 1868                   |                      | Ring 43                     | 51° 44' 50" NB, 4° 6' 6" OL  | 10259  | Meer afbeeldingen |
| Dorpskerk, Nederlands Hervormde Kerk | Kerk en kerkonderdeel     | 16e eeuw               |                      | Ring 2                      | 51° 44' 52" NB, 4° 6' 6" OL  | 10260  | Meer afbeeldingen |
| Herenhuis met verdieping en omlopend schilddak. Eenvoudige lijstgevel, met versierd bovenlicht. Twee hardstenen stoeppalen met gietijzeren zijhekjes | Woonhuis                  | midden 19e eeuw        |                      | Voorstraat 44               | 51° 44' 55" NB, 4° 6' 12" OL | 10495  | Meer afbeeldingen |
| Pand met gepleisterde gevel met ingezwenkte zijkanten op houten kroonlijst. Hoekvoluten op geprofileerde dekplaten. Geprofileerde lijst boven de onderpui. Bovenlicht met gietijzeren levensboom                                                                                          | Woonhuis                  | 18e-19e eeuw           |                      | Voorstraat 34               | 51° 44' 54" NB, 4° 6' 11" OL | 11424  | Meer afbeeldingen |
| Markant hoekpand met verdieping en schilddak. Eenvoudige lijstgevel, waarin vensters met zesruitsschuiframen | Woonhuis                  | begin 19e eeuw         |                      | Voorstraat 50               | 51° 44' 56" NB, 4° 6' 12" OL | 12913  | Markant hoekpand met verdieping en schilddak. Eenvoudige lijstgevel, waarin vensters met zesruitsschuiframen                                                                                   |
| Kerkring. Voor de toren der Hervormde Kerk een boogbrug met balustraden over het water van de Kerkring. Voorts een toegangshek met hardstenen palen | Brug                      | 1790                   |                      | Ring bij 1                  | 51° 44' 52" NB, 4° 6' 3" OL  | 29378  | Kerkring. Voor de toren der Hervormde Kerk een boogbrug met balustraden over het water van de Kerkring. Voorts een toegangshek met hardstenen palen                                            |
| Pand met gepleisterde puntgevel en een gevelsteen met opschrift en jaartal:1618 | Woonhuis                  | 1618                   |                      | Heul 4                      | 51° 44' 57" NB, 4° 6' 13" OL | 31109  | Meer afbeeldingen |
| Pand onder hoog schilddak. Het rechter deel wordt bekroond door een puntgevel onder rollaag en heeft de oorspronkelijke geprofileerde topdekplaat van de vroegere trapgevel behouden. Vensters met zes en negenruitsschuiframen. Inwendig bedstede en muurkasten, waarschijnlijk 18e eeuw | Woonhuis                  | 17e eeuw               |                      | Voorstraat 56               | 51° 44' 56" NB, 4° 6' 12" OL | 42000  | Meer afbeeldingen |
| De Eendracht | Industrie- en poldermolen | 1846                   |                      | Vroonweg 11                 | 51° 44' 58" NB, 4° 5' 32" OL | 42001  | Meer afbeeldingen |
| "Dirkslandse Sas", schut- en uitwaterinssluis | Waterkering en -doorlaat  | 1790-1791              | Teunis Blanken Jansz | Westhavendijk/Oosthavendijk | 51° 44' 51" NB, 4° 4' 31" OL | 506932 | Meer afbeeldingen |
| Watertoren | Nutsbedrijf               | 1939-1941              | J. Gerber            | Watertoren 2                | 51° 45' 0" NB, 4° 7' 14" OL  | 525002 | Meer afbeeldingen |
| Hekwerk dat toegang geeft tot het terrein van de Nederlands Hervormde Kerk | Erfscheiding              | laatste kwart 19e eeuw |                      | tussen Voorstraat 3 en 5    | 51° 44' 52" NB, 4° 6' 8" OL  | 526559 | Hekwerk dat toegang geeft tot het terrein van de Nederlands Hervormde Kerk |
| Hoeve "Torenstee" (voorheen "Bouw- en Veelust") | Boerderij                 | 1860                   |                      | Blindeweg 2                 | 51° 44' 15" NB, 4° 6' 18" OL | 7475   | Hoeve "Torenstee" (voorheen "Bouw- en Veelust") |
| Hoeve "Boomvliet" met puntgevel | Boerderij                 | 1698                   |                      | Korteweegje 28              | 51° 44' 50" NB, 4° 6' 31" OL | 9815   | Meer afbeeldingen |